# Xenolimnophila
Xenolimnophila is een ondergeslacht van het geslacht van insecten Gynoplistia binnen de familie steltmuggen (Limoniidae).

## Soorten
Deze lijst van 5 stuks is mogelijk niet compleet.
- G. (Xenolimnophila) fergusoni (Alexander, 1923)
- G. (Xenolimnophila) flindersi (Alexander, 1931)
- G. (Xenolimnophila) paketye (Theischinger, 1993)
- G. (Xenolimnophila) tubrabucca (Theischinger, 1993)
- G. (Xenolimnophila) zaluscodes (Alexander, 1922)